# Михалишковский сельсовет
Михалишковский сельсовет (бел. Міхалішкаўскі сельсавет) — административная единица на территории Островецкого района Гродненской области Белоруссии. Административный центр — агрогородок Михалишки.

## История
На территории сельсовета были упразднены хутора Залуцковщина, Киселевщина, Недрошля, Осинкишки, Стрипелишки.
В 2013 году в состав сельсовета вошли населённые пункты упразднённого Спондовского сельсовета.

## Состав
Михалишковский сельсовет включает 101 населённый пункт:
- Акартели — хутор
- Александрия — деревня
- Асташишки — деревня
- Бабариха — хутор
- Бабичи — деревня
- Бариново — хутор
- Бжеги — хутор
- Большая Страча — деревня
- Большие Столпеняты — деревня
- Большое Село — деревня
- Большое Туровье — деревня
- Борейшиха — хутор
- Боровые — деревня
- Борок — хутор
- Будраны — деревня
- Будышки — хутор
- Видюны — деревня
- Воробьи — деревня
- Гинкишки — деревня
- Глинище — хутор
- Глушица-2 — хутор
- Голубина — хутор
- Голый Бор — хутор
- Горшевичи — деревня
- Гудали — деревня
- Гудалишки — хутор
- Гурники — деревня
- Дворжище — хутор
- Домброво — хутор
- Дубники — хутор
- Еди — деревня
- Жукойни — деревня
- Жукойни Желядские — деревня
- Забелишки — деревня
- Заборцы — деревня
- Завидиненты — деревня
- Заголодно — хутор
- Знахари — хутор
- Казановщина — деревня
- Каймина Горная — деревня
- Каймина Дольная — деревня
- Катеновичи — деревня
- Киркишки — хутор
- Кисели — деревня
- Клющаны — деревня
- Ковалевщизна — хутор
- Костевичи — деревня
- Кочержишки — хутор
- Кривоносы — деревня
- Купщизна — хутор
- Легавцы — деревня
- Лозовые — деревня
- Локтяны — деревня
- Лоси — деревня
- Луковые — деревня
- Лыдцы — хутор
- Лысая Гора — деревня
- Малая Страча — деревня
- Малое Туровье — деревня
- Малые Столпеняты — деревня
- Маркуны — деревня
- Мельница-Сорочье — хутор
- Милайшуны — деревня
- Михалишки — агрогородок
- Мостяны — деревня
- Нивье — хутор
- Ольховка — деревня
- Пашкуны — деревня
- Петрашишки — деревня
- Пилимы — деревня
- Пильвины — деревня
- Поболи — деревня
- Погулянка — хутор
- Подворанцы — деревня
- Подкостелок — деревня
- Подлипье — хутор
- Попелище — деревня
- Радюши — деревня
- Радюши-Туща — деревня
- Ройстишки — хутор
- Руднишки — деревня
- Рудня — деревня
- Селевичи — деревня
- Сенюти — деревня
- Сидоришки — хутор
- Скердимы — деревня
- Смолзавод — хутор
- Соловьи — деревня
- Сорочье — деревня
- Спонды — деревня
- Страчанка — деревня
- Супроненты — деревня
- Сухаришки — деревня
- Талаи — деревня
- Трощаны — деревня
- Тумки — деревня
- Хотилки — деревня
- Чёрный Бор — хутор
- Шарковщина — деревня
- Яново — хутор
- Яцкуны — деревня